# 海軍航空隊 (ドイツ連邦軍)
ドイツ連邦海軍における海軍航空隊（かいぐんこうくうたい、ドイツ語：Marineflieger）について記述する。2010時点においては2個海軍航空団が艦隊司令部の隷下にある。

## 概要
第二次世界大戦中のナチス・ドイツ海軍は、当時のナチス・ドイツ空軍総司令官兼ナチス党幹部であったヘルマン・ゲーリングの政治的圧力によって独自の航空隊を保有できず、しばしば航空機の支援なしで作戦行動を取らなければならなかった。この教訓を生かし、1956年に再軍備で連邦海軍が創設され航空機部隊を保有することになる。海軍航空隊司令部は、艦隊航空隊と海軍航空師団を傘下に治める艦隊における最大級のタイプコマンドであった。その規模は5個航空団を基幹に編成され、約200機の固定翼機と回転翼機を保有していた。特に戦闘攻撃機についてはワルシャワ条約機構軍による着上陸作戦計画に対抗するため、最大で121機が整備されホーカー シーホーク・ロッキード F-104G・トーネード IDSを運用していた。戦闘攻撃機はシュレースヴィヒ＝ホルシュタイン州エッゲベクの第2海軍航空団（現在は連邦空軍の第51偵察航空団）に割り当てられた。
ドイツ民主共和国(東ドイツ)人民海軍にも海軍航空隊は存在していた。第18海軍ヘリコプター航空団（MHG 18）がシュトラールズント付近のパロフに所在していた。固定翼機については1988年まで海軍には所属していなかった。1988年にロストック付近のラーゲで新編された第28海軍航空団（MFG 28）がそれに該当する。航空団は1985年8月に編成されて以来航空軍及び防空軍に所属し人民海軍が運用を担当していたが、1990年春の短期間だけ人民海軍に引き渡された。これに合わせて空軍の制服から海軍の制服に変更されている。
1990年のドイツ再統一以来、海軍航空隊の航空機は削減される。2005年までにすべての戦闘攻撃機はドイツ連邦空軍に移管された。これにより残存した海軍航空団は2個となる。第3海軍航空団は哨戒機や環境汚染監視および艦載ヘリコプターを運用し、第5海軍航空団は捜索救難任務用ヘリコプターを運用している。現在の海軍航空隊の任務は以下のようになっている。
- 艦載ヘリコプター（フリゲートと補給艦）
  - レーダーとソナーを用いての海面の捜索監視
  - 機関銃とミサイルによる対小型水上艦艇戦闘
  - 対潜水艦戦
  - 人員機材の輸送
- 沿岸基地ヘリコプター
  - 捜索救難
  - 人員機材の輸送
- 海上哨戒機
  - レーダーによる捜索監視、電子戦機はソナー・ブイを使用。
  - 対潜水艦戦
  - 北海とバルト海の石油汚染監視（特別機を使用）

## 部隊編成
- 第3海軍航空団「グラーフ・ツェッペリン」（Marinefliegergeschwader 3 (MFG 3)）
  - 在ノルトホルツ航空基地
- 第5海軍航空団（Marinefliegergeschwader 5 (MFG 5)）
  - 在キール＝ホルテナウ・ヘリポート

## かつて存在した部隊
- 第1海軍航空団（Marinefliegergeschwader 1 (MFG 1)）

1959年7月1日編成～1993年12月31日解隊。ヤーグ航空基地（現：シュレースヴィヒ航空基地）を拠点とし、空対艦攻撃を任務とする。
- 第2海軍航空団（Marinefliegergeschwader 2 (MFG 2)）

1958年9月1日編成～2005年8月9日解隊。エッゲベク（Eggebek）航空基地を拠点とし、空対艦攻撃を任務とする。
- 第4海軍航空団（Marinefliegergeschwader 4 (MFG 4)）

1963年9月1日編成～1968年解隊。キール＝ホルテナウ・ヘリポートを拠点とし、SH-34を装備し、対潜哨戒・機雷探索を任務とする。

## 歴代の装備
ヘリコプター
- サンダース・ロー スキーター
- ブリストル シカモア
- シコルスキー S-58
- ウェストランド シーキング（捜索救難機。第5航空団に配備。2024年8月8日に退役[1]）
- ウェストランド リンクス（艦載対潜哨戒機。第3航空団に配備。）

対潜哨戒機
- フェアリー ガネット
- ブレゲー アトランティック
- ロッキード P-3Cオライオン（旧オランダ海軍機。第3航空団に配備。）

連絡機
- ドルニエ Do 27
- パーシヴァル ペンブローク
- グラマン アルバトロス
- ドルニエ Do 28
- ドルニエ Do 228（第3航空団に配備。）

戦闘攻撃機
- ホーカー シーホーク
- ロッキード F-104スターファイター
- トーネード IDS